# Buckminster Fuller
Richard Buckminster Fuller (12. července 1895, Milton, Massachusetts – 1. července 1983, Los Angeles) byl americký architekt, matematik, vynálezce a spisovatel. Název po něm získaly fullereny – sférické molekuly, složené z pěti- a šestičlenných kruhů atomů uhlíku.
Jedním z jeho největších přínosů na poli architektury je v roce 1947 jím vynalezený princip geodetických kopulí (navazující na princip tensegrity) které umožňují mimořádně velké rozpětí. Známý je také jeho projekt stroje na bydlení zvaný Dymaxion House (dynamix, maximum, -ion) a projekt na přestavbu Harlemu formou stopodlažních kruhových obytných věží. Vytvořil též netradiční zobrazení povrchu Země zvané Dymaxion.

## Dílo
- 4 D Timelock (1928)
- Nine Chains to the Moon (1938)

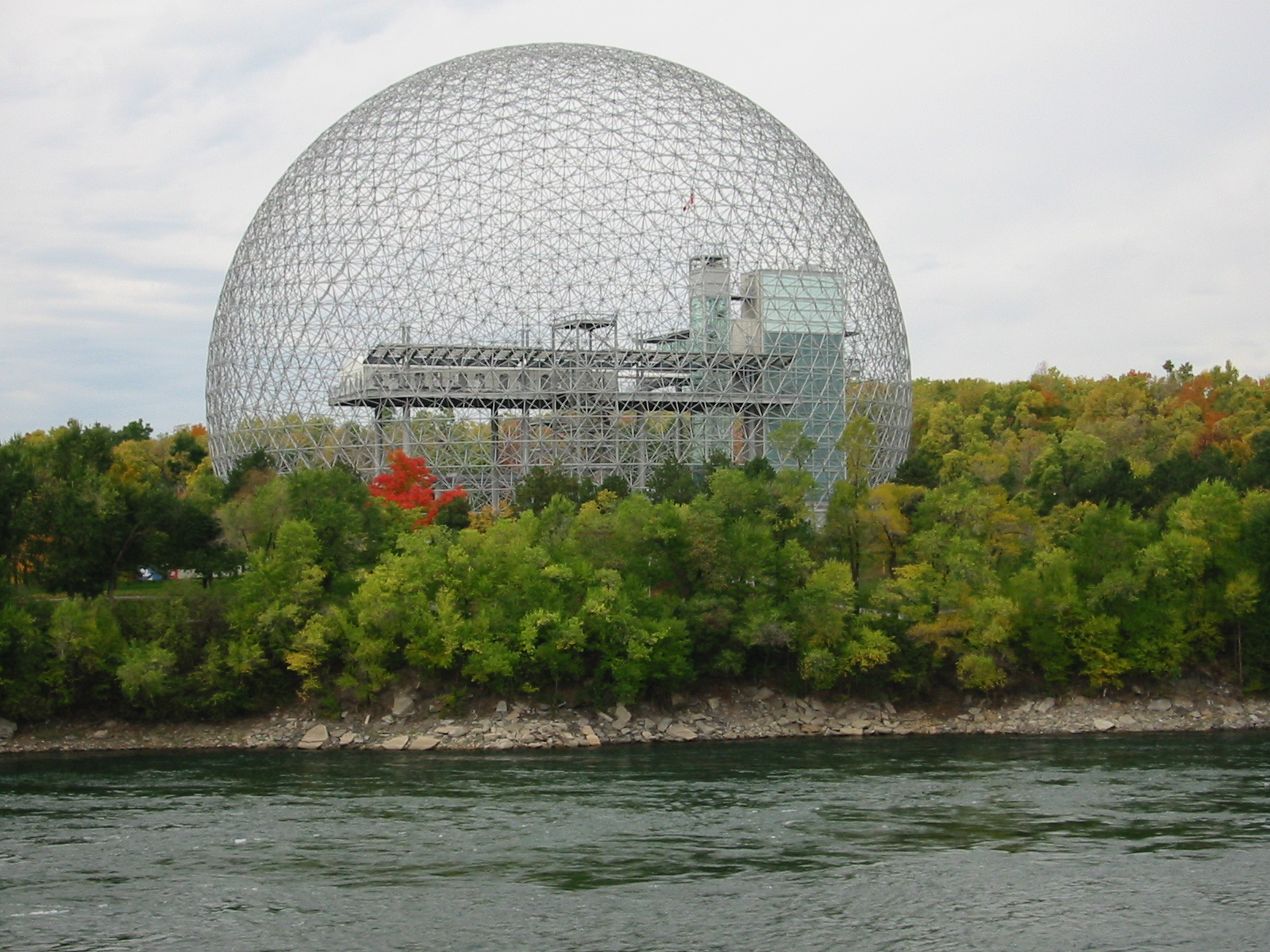
Buckminster Fuller: The Montreal Biosphère, geodetická kopule pro Světovou výstavu EXPO'67, Montreal, 1967

- The Dymaxion World of Buckminster Fuller (1960)
- Education Automation (1962)
- Untiteld Epic Poem on the History of Industrialization (1962)
- No More Secondhand God (1962)
- Ideas and Integrities. A Spontaneous Autobiographical Disclosure (1963)
- R. Buckminster Fuller on Education (1963)
- What I Have Learned „How Little I Know“ (1968)
- Operating Manual for Spaceship Earth (1969)
- Utopia or Oblivion. The Prospects for Humanity (1969)
- The Buckminster Fuller Reader (1970)
- Intuition (1972)
- Buckminster Fuller to Children of Earth (1972)
- Earth, Inc. (1973)
- Tetrascroll. Goldilocks and the Three Bears (1975)
- Synergetics. Explorations in the Geometry of Thinking (1975)
- And It Come to Pass – Not to Stay (1976)
- Synergetics 2. Further Exploration in the Geometry of Thinking (1979)
- Synergetics Folio (1979), Buckminster Fuller Sketchbook (1980)
- Critical Path (1981)
- Synergetic Stew (1982)
- Inventions. The Patented Works of R. Buckminster Fuller (1983)
- The Artifacts of R. Buckminster Fuller (1983)
- Grunch of Giants (1983)
- Synergetics Dictionary. The Mind of Buckminster Fuller (1986)
- Cosmography. A Posthumous Scenario for the Future of Humanity (1992)

## Publikace
- Fuller, R. Buckminster: Utopia or Oblivion: the Prospects for Humanity. A Bantam Book, Bantam Books, Inc., New York, NY 1969, ISBN 0-553-02883-9
- Fuller, R. Buckminster: Intuition. Doubleday and Co., Inc. 1972, Anchor Books, Anchor Press/Doubleday, Garden City, New York 1973, ISBN 0-385-01244-6
- Fuller, R. Buckminster: Critical Path. Adjuvant: Kiyoshi Kuromiya. St. Martin’s Press, New York, NY 1981, ISBN 0-312-17491-8
- Fuller, R. Buckminster in collaboration with E. J. Applewhite with preface and contribution by Arthur L. Loeb: Synergetics. Explorations in the Geometry of Thinking. Collier Book, Macmillan Publishing Company, New York, NY, Collier Macmillan Publishers, London 1982, ISBN 0-02-065320-4
- Fuller, R. Buckminster: Tetrascroll. Goldilocks and the Three Bears. A Cosmic Fairy Tale. ST. Martin’s Press, New York, NY 1982, ISBN 0-312-79363-4, ISBN 0-312-79362-6, on-line verzia na Archive.org: FullerEducation.org: Tetrascroll
- Fuller, R. Buckminster: Cosmography. A Posthumous Scenario for the Future of Humanity. Adjuvant: Kiyoshi Kuromiya. Macmillan, New York, NY 1992